# Gräfenhain (Königsbrück)

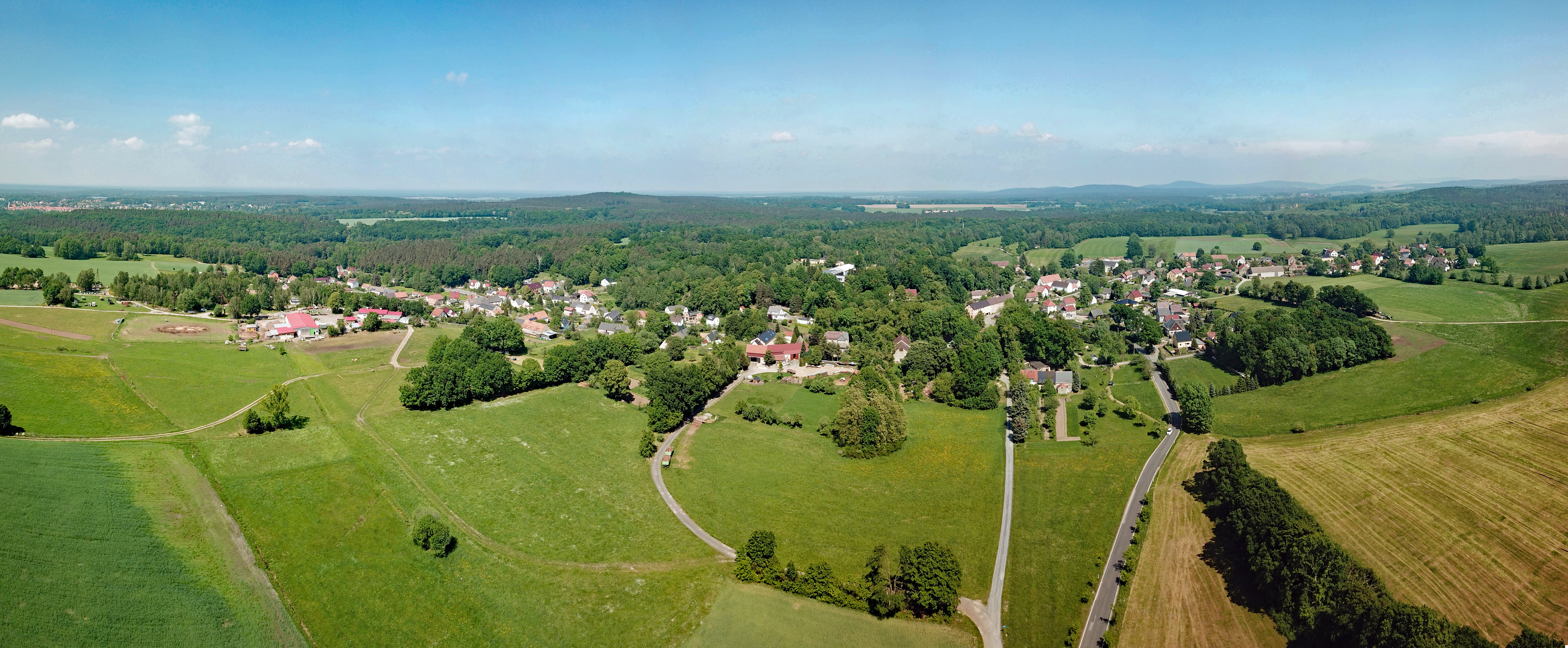
Luftbildpanorama

Gräfenhain (sorbisch "Grawicy") ist ein Ortsteil der sächsischen Landstadt Königsbrück im Landkreis Bautzen.

## Geographie
Gräfenhain liegt in Form eines Straßenangerdorfes südöstlich von Königsbrück am Fuß des Keulenbergs in einer waldreichen Landschaft. Prägende landschaftliche Elemente sind die Reste der ehemals zahlreichen Steinbrüche. Die östlich des Dorfes fließende Pulsnitz bildete die historische Grenze zwischen der sächsischen Mark Meißen und der (bis 1635 böhmischen) Oberlausitz.
Umgebende Ortschaften sind Weißbach im Norden, Koitzsch im Nordosten, Reichenau im Osten, Reichenbach im Südosten, Höckendorf im Süden, Laußnitz im Westen und Königsbrück im Nordwesten.

## Geschichte

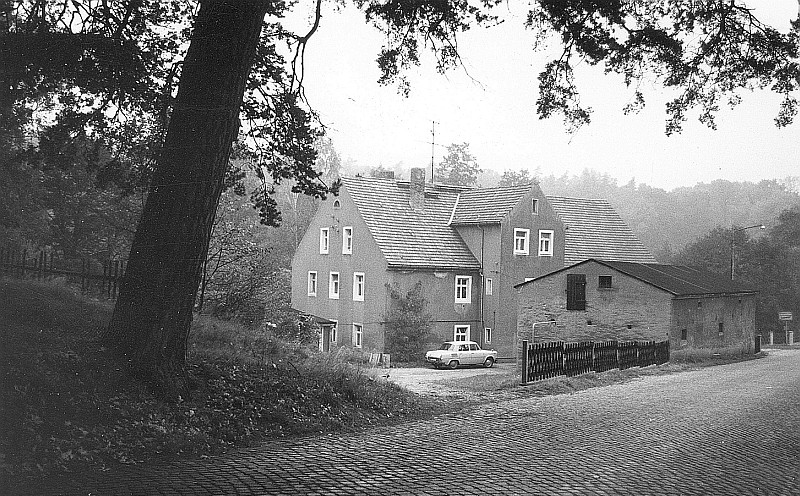
Gräfenhainer Wassermühle (1988)

### Ortsgeschichte
Erste urkundliche Erwähnung fand Gräfenhain 1309 als Greuinhain. Der Name sowie die Siedlungsform des Dorfes deuten auf eine deutsche Ansiedlung hin. Im Jahr 1350 wurde das Lehen in freies Eigentum (Allodium) gewandelt. Ein mittelalterliches Sühnekreuz befindet sich an der Keulenbergstraße.
Das Dorf ist spätestens seit der Reformation nach Königsbrück gepfarrt, obgleich die Stadt jenseits der damaligen sächsischen Grenze in der Oberlausitz liegt. Etwa seit Mitte des 16. Jahrhunderts gehörte Gräfenhain als Amtsdorf zum Amt Laußnitz.
Das 1592 erwähnte Vorwerk war spätestens seit 1764 ein Rittergut. Das Rittergut, zu dem auch eine Mühle gehörte, stand zeitweilig unter einer anderen Grundherrschaft als das Dorf, so dass infolgedessen das Dorf als Niedergräfenhain und das Rittergut als Obergräfenhain bezeichnet wurden.
Die bereits im 19. Jahrhundert zur Amtshauptmannschaft Kamenz gehörende Gemeinde unterstand auch nach der Verwaltungsreform von 1952 dem kleineren Kreis Kamenz (Bezirk Dresden).
Zum 1. Januar 1994 erfolgte die Eingemeindung nach Königsbrück.

### Bevölkerungsentwicklung
| Jahr | Einwohner |
| ---- | --------- |
| 1834 | 292       |
| 1871 | 301       |
| 1890 | 314       |
| 1910 | 445       |
| 1925 | 470       |
| 1939 | 545       |
| 1946 | 592       |
| 1950 | 635       |
| 1964 | 560       |
| 1990 | 494       |
| 1997 | 494       |
| 2008 | 418       |
| 2014 | 402       |
| 2023 | 429       |

Im Jahr 1551 wurden in Gräfenhain 23 besessene Mann, 2 Häusler und 20 Inwohner gezählt. Rund 200 Jahre später waren es im Jahr 1764 noch 20 besessene Mann und 19 Häusler.
Bei der ersten Volkszählung 1834, bei der alle Einwohner gleichwertig gezählt wurden, wurden in Gräfenhain 292 Einwohner ermittelt. Bis gegen Ende des 19. Jahrhunderts stieg die Einwohnerzahl nur langsam, um die Jahrhundertwende jedoch stärker, so dass 1910 bereits 445 Einwohner gezählt wurden. In der Zwischenkriegszeit stieg die Zahl über 500 und erreichte gegen Ende der vierziger Jahre durch Vertriebene aus den ehemaligen deutschen Ostgebieten einen Stand von über 600. Bereits 1964 war die Einwohnerzahl mit 560 Einwohnern fast wieder auf den Stand vor Beginn des Zweiten Weltkrieges zurückgefallen. In den folgenden Jahrzehnten sank die Einwohnerzahl weiter und lag 1990 bei knapp 500.
Seit Mitte der neunziger Jahre verkleinerte sich die Bevölkerung nochmals um 15 %.

### Ortsname
Der Ortsname entwickelte sich laut urkundliche Erwähnungen von Greuinhain (1309) über Grawinhain, Grevenhain (beide 1350), Grevinhain (1375), Grefinhain (1412), Greffenhain (1551) hin zu Gräfenhayn (1768) und schließlich Gräfenhain.
Nach Hans Walther bezeichnet der Ortsname eine Siedlung eines Grafen. Dieser war vermutlich kein Lokator gleichen Namens, sondern vielmehr ein Burggraf auf Königsbrück.

## Persönlichkeiten
Der in Gräfenhain geborene Arzt Georg Bartisch (1535–1607) verfasste das erste deutsche Lehrbuch der Augenheilkunde. Verdienste erwarb er sich auch als Urologe bei der Behandlung des Blasensteins.